# Alvījān
Alvījān (persiska: الويجان) är en ort i Iran.   Den ligger i provinsen Markazi, i den centrala delen av landet, 170 km sydväst om huvudstaden Teheran. Alvījān ligger 1 815 meter över havet och antalet invånare är 122.
Terrängen runt Alvījān är huvudsakligen lite bergig. Alvījān ligger nere i en dal.Runt Alvījān är det ganska tätbefolkat, med 75 invånare per kvadratkilometer. Närmaste större samhälle är Tafresh, 3,1 km sydost om Alvījān. Trakten runt Alvījān består i huvudsak av gräsmarker.